# Yeghnik
Yeghnik (in armeno Եղնիկ?, conosciuto anche come Eghnik e Yekhnik, fino al 1946 Dadalu) è un comune dell'Armenia di 452 abitanti (2001) della provincia di Aragatsotn. La chiesa del paese, San Nshan, risale al 1866.